# Gory Days
Gory Days е вторият албум на Некро излязъл през 2001 г.